# Родни (залив)
Родни (англ. Rodney Bay) — залив, расположенный в северной части Сент-Люсии в приходе Гроз-Иле.

## Туристические достопримечательности
Пляж Редьюит — один из самых популярных пляжей на острове, который туристы любят за его чистоту, длину, белые пески и чистую воду. В заливе располагается аквапарк с полосой препятствий на воде. В заливе также находится гавань, которая является вторым по величине яхтенным центром в Карибское море. Гавань была построена в 1985 году, затем в 2007 году её купила компания «IGY Marinas». В гавани имеется 221 якорную стоянку и 32 дока для суперъяхт. Здесь в декабре проводится ежегодная трансатланическая регата Atlantic Rally Cup, которая привлекает около 270 лодок и 1200 человек.

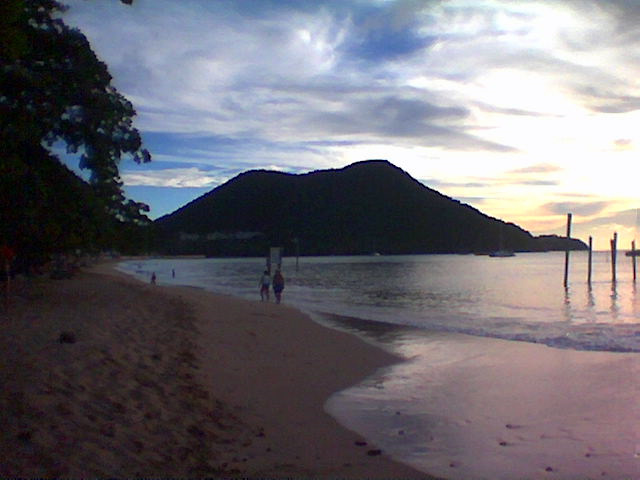
Пляж Редьюит

## Климат
Климат саванный. Температура в заливе высокая круглый год. Средняя температура — 23°С. Самый холодный месяц — январь, а самый жаркий — август. Дожди идут в основном с мая по декабрь. Среднее количество осадков — 1158 миллиметров в год. Декабрь является самым влажным месяцем, а апрель самым жарким.

## История
Залив был назван в честь адмирала Джорджа Бриджеса Родни, построившего свой форт на острове Пиджен. Остров Пиджен, изначально населённый араваками, был признан правительством Сент-Люсии в 1992 году национальным достоянием. Араваки подписали мир с французским флибустьером Франсуа Ле Клерком. Англия объявила войну Франции в 1778 году и вторглась на остров. По прибытии на остров адмирал Родни изгнал араваков и вырубил все деревья на Пиджене для наблюдения за французской морской базой на соседней Мартинике. Ныне остров Пиджен открыт круглый год для посетителей как национальный парк. Достопримечательность по-прежнему имеет тематику XVIII века, сохраняя при этом свою натуральную красоту с сухими дождевыми лесами и лугами. Посетители могут узнать больше про Франсуа Ле Клерка, а также про присоединение острова Пиджен к Сент-Люсии в 1972. Туристы также могут исследовать военные руины, оставшиеся от форта Родни.

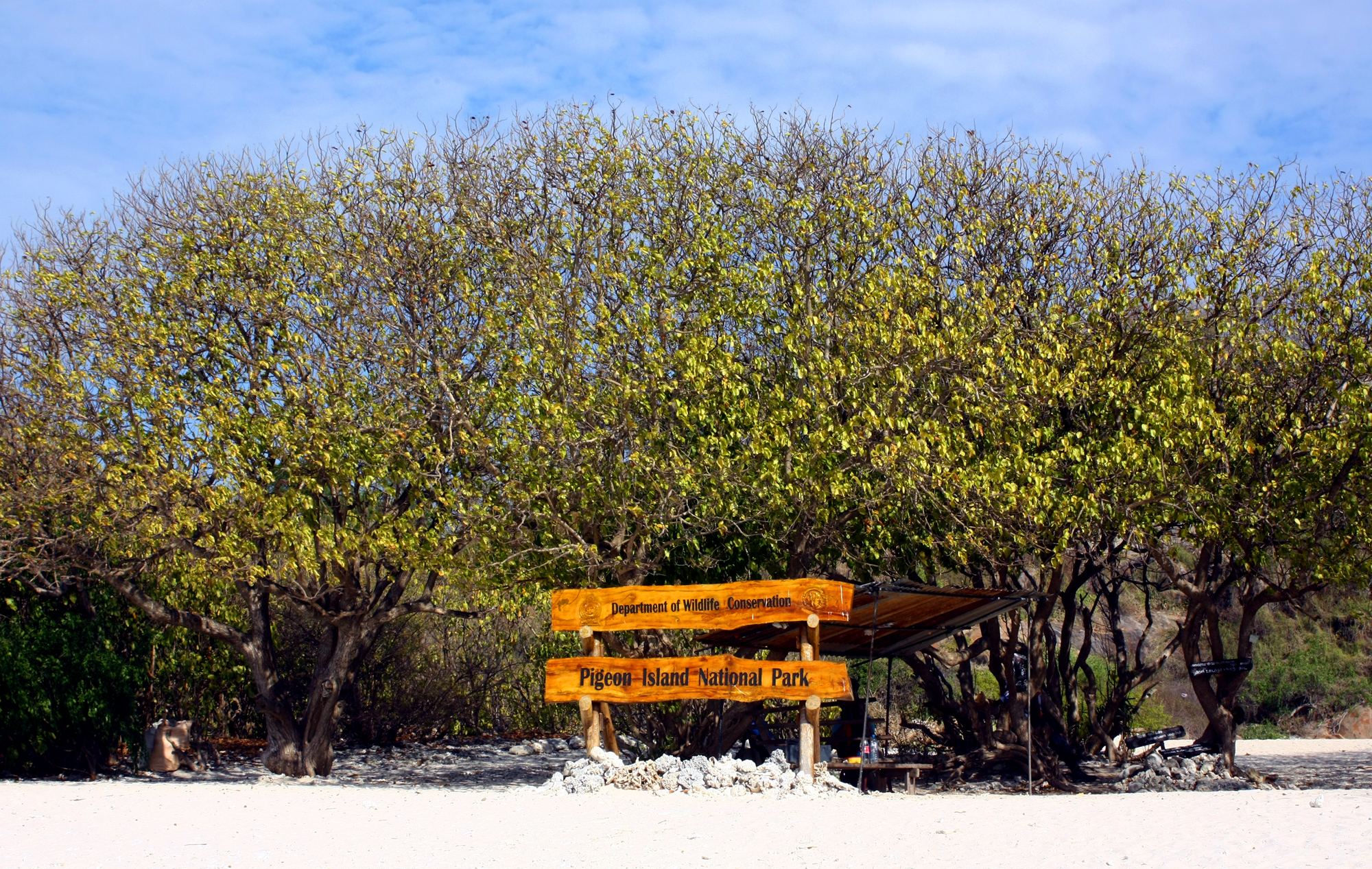
Национальный парк острова Пиджеон

## Туризм
Залив Родни пользуется популярностью у туристов, известен в качестве центра развлечений и отдыха Сент-Люсии. Там находятся десятки отелей, а также два крупнейших торговых центра и казино «Treasure Bay Casino». Залив также известен разнообразием еды, подаваемой в ресторанах и кафе. На Редьюит-Бич-Авеню находится популярная как у туристов, так и у местных жителей полоса ночных клубов и ресторанов. Владельцем трёх ресторанов на острове является шведский шеф-повар и ресторатор Бобо Бергстрём. Для туристов также доступны спа-салоны и врачи, предлагающие йогу, рефлексологию, аювердический массаж и восстанавительную терапию. В Гроз-Иле проводится самая продолжительная на острове уличная вечеринка. Она проводится каждый вечер пятницы и в ней участвуют диджеи, играющие калипсо, зук, регги и ритм-энд-блюз, а посетителям подаётся местная еда.